# Morison
Morison ist ein ursprünglich patronymisch gebildeter englischer Familienname mit der Bedeutung „Sohn des Morris“.

## Varianten
- Morrison
- Morrisson

## Namensträger
- Benjamin Morison (* 20. Jh.), britischer Philosoph, Philologe und Philosophiehistoriker
- Catriona Morison (* 1986), schottische Mezzosopranistin
- George Pitt Morison (1861–1946), australischer Maler und Kurator
- George S. Morison (1842–1903), US-amerikanischer Jurist, Eisenbahnmanager und Bauingenieur
- Harriet Morison (1862–1925), neuseeländische Schneiderin, Gewerkschafterin und Frauenrechtlerin
- James Rutherford Morison (1853–1939), britischer Chirurg
- Matthew Morison (* 1987), kanadischer Snowboarder
- Patricia Morison (1915–2018), US-amerikanische Schauspielerin
- Richard Morison (1513–1556), englischer Humanist und Diplomat
- Robert Morison (1620–1683), schottischer Botaniker
- Samuel Eliot Morison (1887–1976), US-amerikanischer Historiker
- Stanley Morison (1889–1967), englischer Typograph
- Steve Morison (* 1983), walisischer Fußballspieler